# 沙河镇 (博白县)
沙河镇，是中华人民共和国广西壮族自治区玉林市博白县下辖的一个乡镇级行政单位。

## 行政区划
沙河镇下辖以下地区：
沙河街社区、新香村、竹旺村、大观村、山桥村、玉桥村、大仁村、礼安村、长远村、竹田村、双山村、双江村、大鹏村、大石村、白石村、霞岭村和沙河村。